# 异步电动机

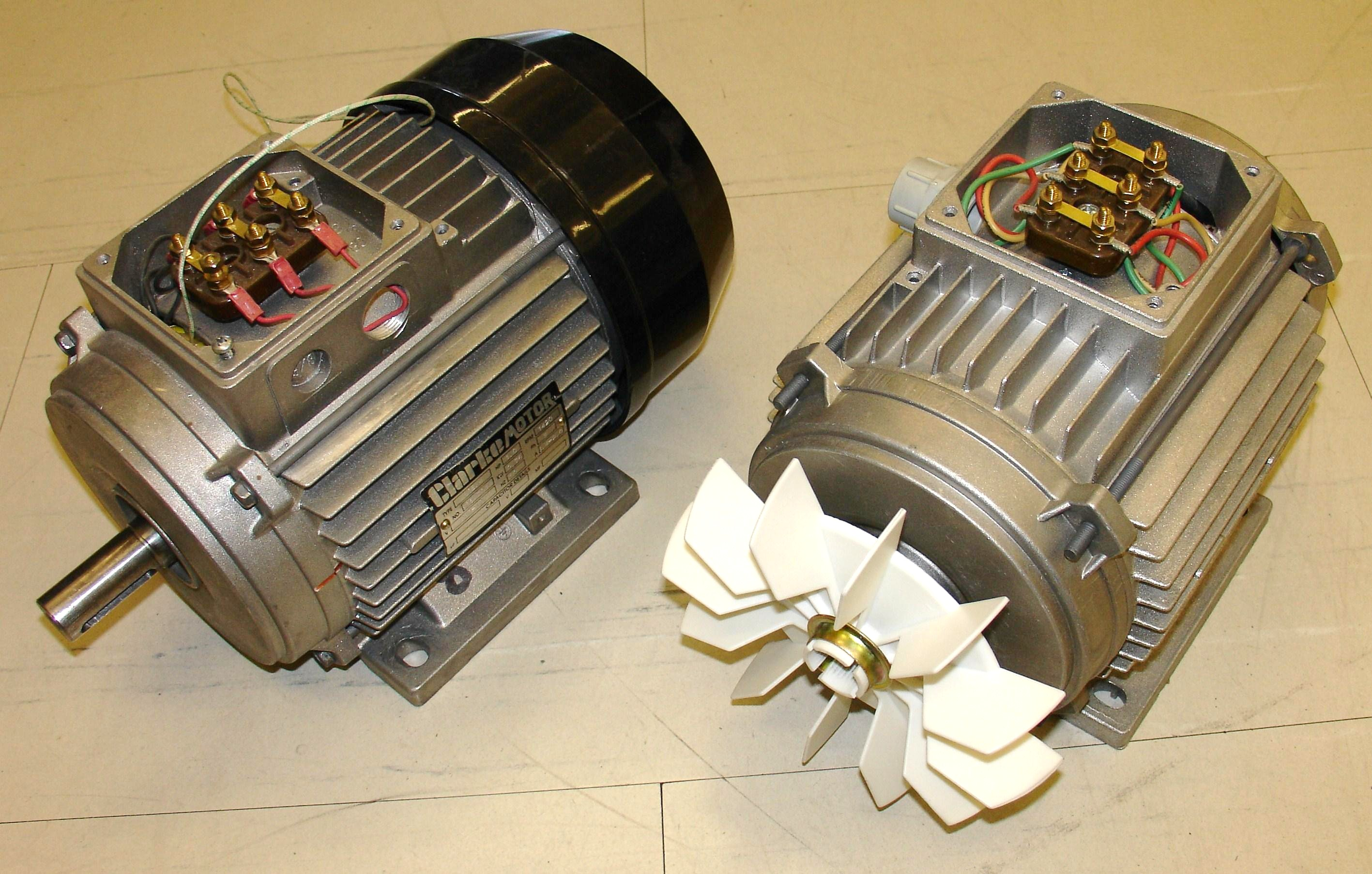
全閉風扇冷卻（TEFC）的三相异步电动机，左邊的外殼沒有打開，右邊的外殼有打開，可以看到其中的風扇。TEFC電動機的熱是透過外殼，由風扇的強制對流來散熱

鼠笼式异步电动机示意图

异步电动机（英語：asynchronous motor）也稱為感應电动机（induction motor），简称 IM 或 ACIM，是一种由定子線圈利用電磁感應的方式使轉子產生電流，讓電動機產生力矩的交流电动机。异步电机可按转子绕组形式，分为绕线式和鼠笼式。繞線式的均為三相電動機，而鼠笼式的有三相電動機，也有單相電動機。鼠笼式感應电动机的轉子可以不用連接电动机外部的電路。
三相异步电动机是工业用的电动机械，其功率范围从几瓦到上万千瓦，具有广泛的应用范围。三相异步电动机由三相电路为其提供动力，因為不需啟動電路，而且可靠、價格不高，主要应用于挖掘、流体输送等需要提供动力的领域，例如机床、中小型轧钢设备、风机、水泵、轻工机械、冶金和矿山机械等。在化工，物流，工程制造等领域都广泛应用。其中主要是以鼠籠式异步电动机為主。单相异步电动机主要用在負載較小的場合，例如电风扇、洗衣机、电冰箱、空调器等家用电器。
异步電動機的傳統應用是用在定速的場合，不過越來越多的三相异步電動機應用是配合變頻器（VFD）或是變速驅動器使用。變頻器可以配合頻率調整輸出電壓。若是應用在離心型風扇、泵浦或是壓縮機上，配合感應馬達有節能的效果。
异步电动机若接在频率为f的电网上运行时，转速n与电网频率f之间不存在同步电动机那样的恒定的比例关系。同步轉速和轉子轉速之間有轉差，轉差率通常介於3%到10%。如果轉子轉速高於同步轉速，則變成發電機。

## 历史

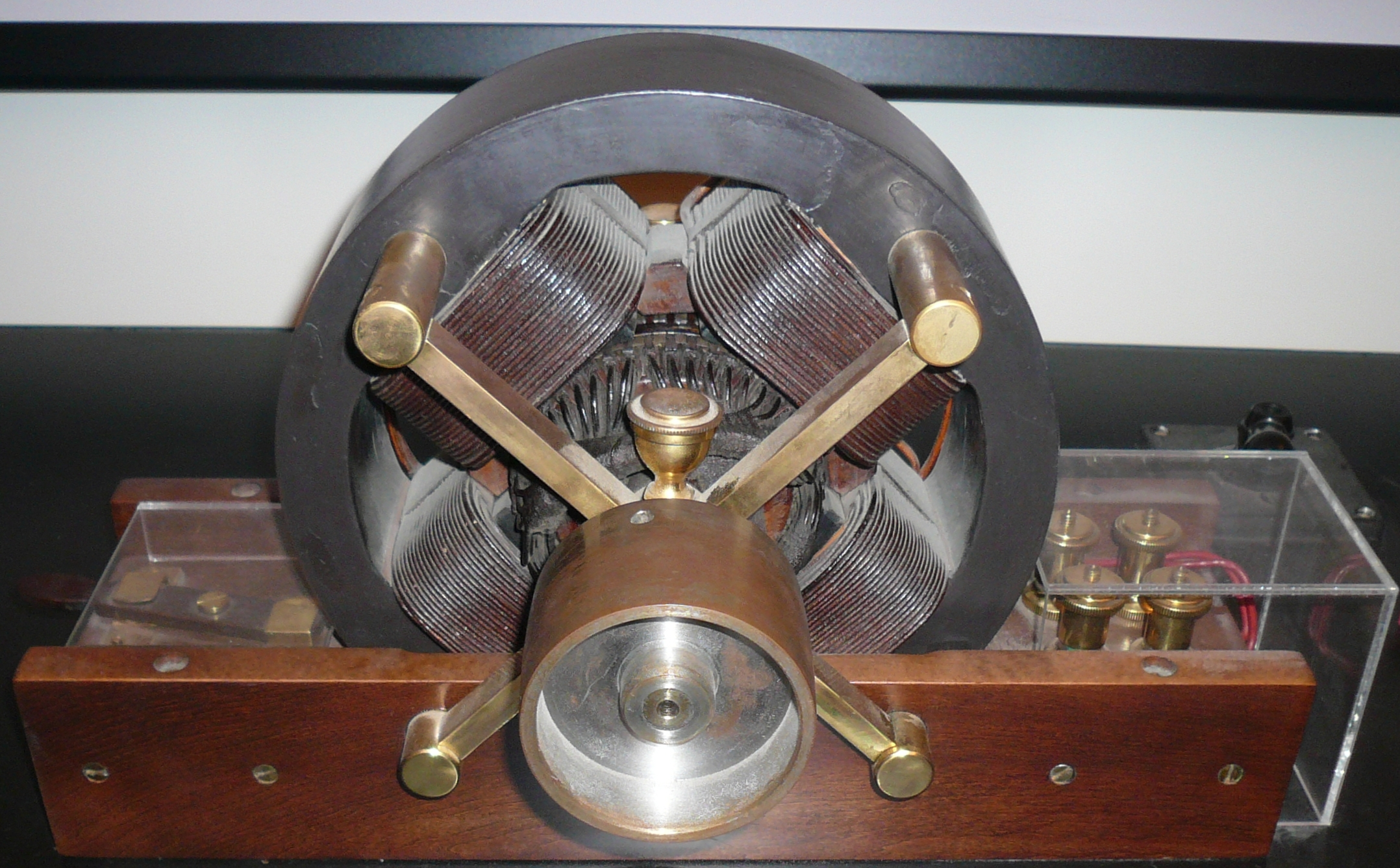
尼古拉·特斯拉發明的异步电动机的模型，放在貝爾格萊德的尼古拉·特斯拉博物館

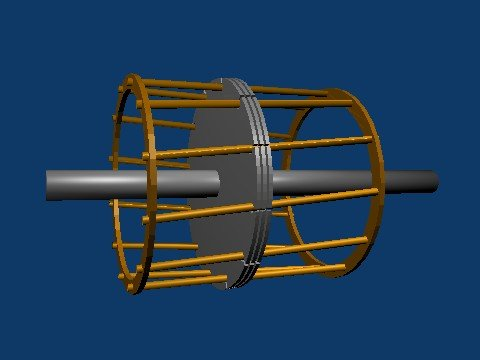
鼠籠式電動機的架構，只顯示三層轉子的疊片

法國科學家弗朗索瓦·阿拉戈在1824年闡述了旋轉磁場的存在，他稱為阿拉戈旋轉。英國物理學家華特·貝利（Walter Baily）在1879年靠手動的將開關打開及關閉，展示了阿拉戈旋轉，算是第一個感應馬達的原型。第一個沒有交換子的二相交流异步电动机則是由匈牙利工程師奧托·布拉什發明。
第一個沒有交換子的三相异步电动机是由费拉里斯在1885年发明，並製作可用的電動機。而尼古拉·特斯拉在1887年獨立发明三相异步电动机。特斯拉在1887年11月申請了美國專利，部份專利在1888年5月獲准。而费拉里斯在1888年向杜林皇家科學會提出实验报告，对旋转磁场作了严格的科学描述，为以后开发异步电动机、自起动电动机奠定了基础。费拉里斯相信他所提出的旋转磁场理论以及他所开发的新产品在科学上的价值远远超过物质上的价值，因此他有意不为自己的发明申请专利，而是在实验室向公众演示这些最新成果。特斯拉在同年5月向美国电气工程学会（AIEE）提交了技術論文《交流電動機及變壓器的新系統》（A New System for Alternating Current Motors and Transformers），其中描述了三種四極電動機的架構：其中一個有四極轉子，是無法自啟動的磁阻馬達、另一個是轉子繞組接直流電的同步馬達，最後一個則是可以自啟動的繞線轉子感應电动机。
當時發展交流電系統的乔治·威斯汀豪斯，在1888年向特斯拉申請了專利授權，並且以费拉里斯异步电动机的概念申請了美國專利。有一年的時間也雇用特斯拉為顧問。威斯汀豪斯指定員工查爾斯·F·斯科特協助特斯拉，後來也負責威斯汀豪斯公司的异步电动机開發。米哈伊爾·多利沃-多布羅沃爾斯基在三相電力系統的開發上非常堅定，在1889年發明了籠型轉子的感應電動機，在1890年發明了三相多芯柱的变压器。威斯汀豪斯公司在1892年製造了第一個實際可用的感應電動機，在1893年開發了多相赫兹的感應電動機，不過早期威斯汀豪斯公司的電動機是二相電的系統，轉子也是繞線型的轉子，一直到本傑明.G.拉姆才開發轉子條繞線（rotating bar winding）的轉子。
英國通用電氣公司（GE）在1891年開始開發三相的感應電動機。英國通用電氣公司和威斯汀豪斯公司在1896簽署了轉子條繞線（rotating bar winding）設計的交互授權協議，此設計也是後來的鼠籠型轉子，亞瑟·E·肯尼迪是第一個用复数（用j來表示-1的平方根）來處理交流分析中90º旋轉運算子的人。GE公司的查爾斯·普羅透斯·斯泰因梅茨也發展了許多有關交流复数量的應用，其中包括一個分析工具，現在稱為感應電動機的斯泰因梅茨（Steinmetz）等效電路。
异步电动机的发展迅速，1897年7.5馬力的异步电动机，同尺寸的异步电动机在1976年會輸出100HP的功率。

## 运行原理

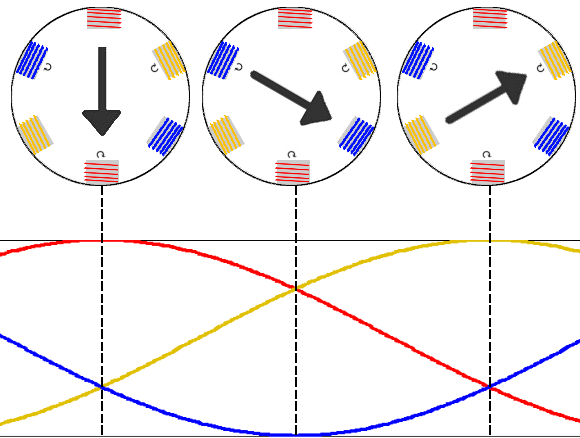
电枢中通入三相交流电时产生旋转磁动势和旋转磁场

在异步电动机或是同步电动机中，都是由馬達定子通入交流電，產生旋轉速度和交流角频率相同的旋轉磁場。
异步电动机的转子绕组中没有使用外加电源供电，而是通过定子产生的旋转磁场（其转速为同步转速n1）与转子绕组的相对运动，转子绕组切割磁感线产生感应电动势，从而使转子绕组中产生感应电流，感應電流的方式類似變壓器中二次繞組感應電流的方式。
轉子繞組的感應電流會在轉子產生磁場來反抗定子磁場造成的變化。根據楞次定律，轉子上產生的磁場會和轉子上的電流變化相反。此時轉子所受電磁力的方向與定子旋轉磁場方向相同，轉子和開始往定子旋轉磁場的方向旋轉。當轉子的電磁轉矩與轉子的機械負載轉矩平衡的時候轉子轉速達到穩定。同步轉速和真實轉速的轉速差相對同步轉速的比例稱為滑差（slip），若為轉矩曲線為標準設計 B的感應馬達，其滑差介於0.5%和5.0%之間。异步电动机的特點就是其轉子電流和轉矩是由感應產生，不像同步馬達或直流馬達由獨立轉子激磁電路產生，也不像永磁馬達是用永久磁鐵產生轉子磁場。
為了產生轉子電流，轉子的實際轉速會比定子旋轉磁場的轉速（{\displaystyle n_{s}}）慢一些，否則旋轉磁場和轉子導體沒有相對運動，轉子上不會感應到電流。若轉子速度低於同步速度，且持續下降，轉子上的磁場旋轉速度會增加，感應的電流會變大，也會產生較大的力矩。在有負載時，轉子速度會下降，會產生夠大的力矩推動負載旋轉。因此感應電動機也稱為是异步电动机。

### 同步轉速
交流電動機的同步轉速{\displaystyle n_{s}}，是定子旋轉磁場的轉速
{\displaystyle n_{s}={2f \over {p}}},
其中{\displaystyle f}是電源的頻率，{\displaystyle p}是定子的磁極數，{\displaystyle n_{s}}是機器的同步轉速。若{\displaystyle f}的單位是赫茲，{\displaystyle n_{s}}的單位是RPM，公式會變成下式：
{\displaystyle n_{s}={2f \over {p}}\cdot \left({\frac {60\ \mathrm {seconds} }{\mathrm {minute} }}\right)={120f \over {p}}\cdot \left({\frac {\mathrm {seconds} }{\mathrm {minute} }}\right)}.
例如一個三相的四極電動機，{\displaystyle p} = 4，同步轉速{\displaystyle n_{s}={120f \over {4}}} = 1,500  RPM（{\displaystyle f} = 50 Hz）或1,800  RPM（{\displaystyle f} = 60 Hz）。
像在「運行原理」段落右上方圖中的电枢是二極的三相電動機，其中三相共有六個磁極，每個磁極之間距離為60度。

### 滑差

典型轉矩和滑差（其中以g表示）的關係圖

滑差（slip）{\displaystyle s}定義為相同頻率下，電機的同步轉速和轉子轉速差值，除以電機同步轉速後的比例，常以百分比表示。滑差定義為：
{\displaystyle s={\frac {n_{s}-n_{r}}{n_{s}}}\,}
其中，
- {\displaystyle n_{s}}是同步轉速，即電動機旋轉磁場的轉速，單位rpm。
- {\displaystyle n_{r}}是轉子的機械速度，單位rpm。

若{\displaystyle s<0}，則轉子轉速大於同步轉速，處於發電機模式。
若{\displaystyle s=0}，則轉子轉速等於同步轉速。
若{\displaystyle 0<s<1}，則處於電動機模式。
若{\displaystyle s=1}，電動機靜止。
若{\displaystyle s>1}，則轉子轉速與同步轉速方向相反，轉子將會減速。
因為鼠籠式轉子的電阻很小，很小的滑差就可以產生轉子的大電流，因而產生夠大的轉矩。在滿載時，小功率電動機或是特殊用途的滑差約為5%，若是大功率電動機，滑差會小於1%。若功率不同的電動機直接以機械方式連接相同負載，其滑差的差異可能會造成負載分配的問題。有許多方式可以減少滑差，其中配合變頻器的效果會比較好。

### 轉矩

四種不同電動機的速度-轉矩曲線：A) 單相電動機 B) 多相鼠籠轉子電動機, C) 多相深條鼠籠式轉子 D) 多相雙鼠籠電動機

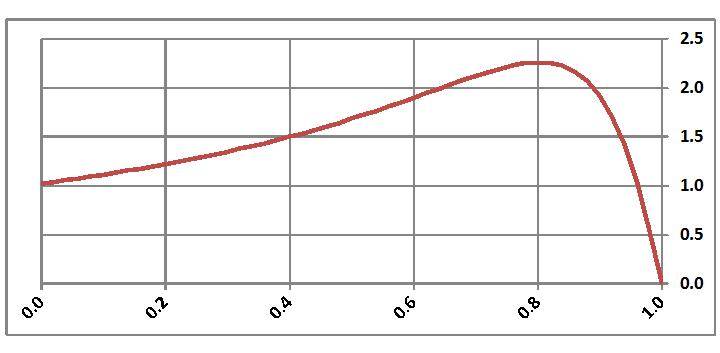
NEMA Design B 電動機典型的速度-轉矩曲線

標準NEMA Design B多相感應電動機的速度-轉矩關係如圖右。這類電動機適用於像離心泵浦或是風扇等，不強調性能的負載。Design B的電動機的輸出會被以下幾個轉矩範圍所限制：
- 崩潰轉矩（Breakdown torque，最大轉矩）：速度-轉矩曲線的最高點，額定轉矩的175-300%。
- 堵轉轉矩（Locked-rotor torque，電動機靜止，滑差為100%的轉矩）：額定轉矩的75-275%。
- 啟動轉矩（Pull-up torque）：額定轉矩的65-190%。

在電動機正常的工作範圍內，速度-轉矩曲線的曲線會大致為線性，轉矩會大致和滑差成正比，因為等效電路中的轉子電阻會和滑差成反比 {\displaystyle R_{r}^{'}/s}，而在正常的工作範圍內，滑差較小，轉矩和轉子電阻成反比，也就和滑差成正比。不過若負載超過額定轉矩，定子及轉子漏感的影響比轉子電阻{\displaystyle R_{r}^{'}/s}要大，此時滑差變大時，轉矩仍會增加，但轉矩和滑差的關係不再是線性，斜率也會漸漸變緩。若負載轉矩超過崩潰轉矩，此時電動機的速度變慢，滑差會變大，而轉矩反而會下降，因此電動機會繼續減速，直到電動機堵轉為止。

### 啟動
小功率的异步电动机，可以依其架構分為三種：單相、分相（split-phase）及蔽極（shaded-pole），第三種則是多相的异步电动机。
兩極單相的异步电动机，在滑差為100%（零速）時沒有轉矩。因此需要調整定子設計（例如蔽極）來提供啟動轉矩。單相异步电动机需要額外的電路（啟動繞組），提供電動機的旋轉磁場。而單相电动机原來的運轉繞組可以讓電動機旋轉，而正轉或是反轉則是靠啟動繞組的電流方向而定。

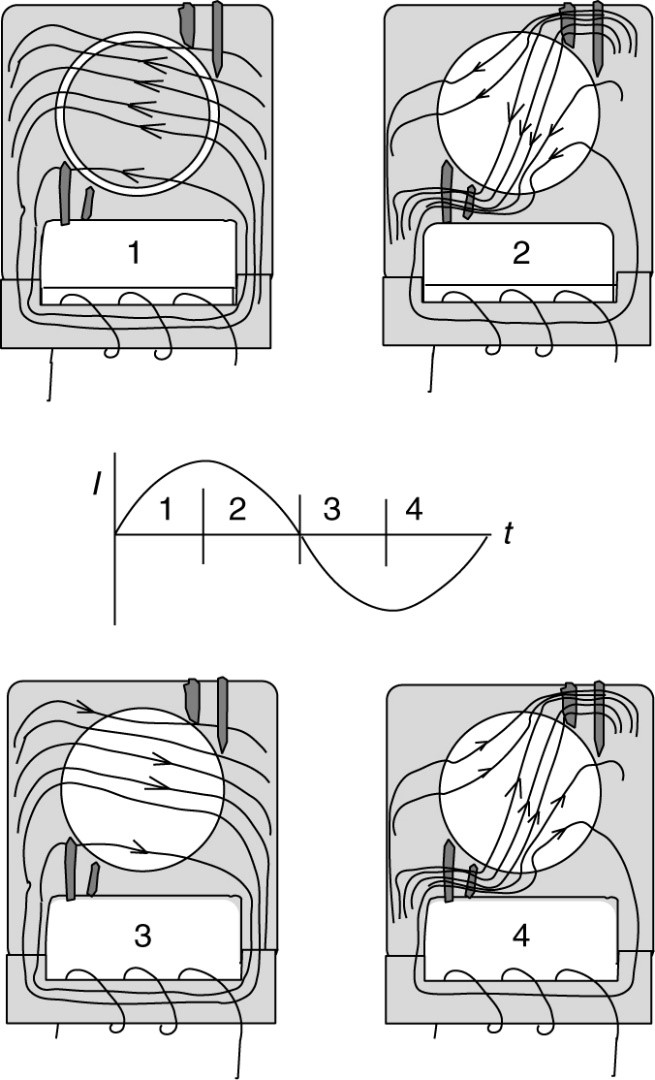
蔽極電動機的磁通

在一些較小的單相電動機中，會用將獨立的銅線繞組繞住部份磁極的蔽極（shaded pole）方式來達到啟動的作用。此繞組產生的電流會遠大於供應定子的電流，使蔽極的磁極產生落後的磁場，這就會產生足夠的旋轉磁場來使電動機啟動，這一般會用在台扇或錄音機等啟動轉矩要求不高的應用中，此啟動方式效率不高，但是相較於其他的電動機架構或是啟動方式，此方式的成本最低。
較大功率的單相電動機是分相（split-phase）的電動機，有第二個定子繞組（啟動繞組）提供和主繞組有相位差的電流。此電流可能會透過串聯電容器產生，或是透過繞線方式，使其電阻及電感和主繞組不同。電容啟動（capacitor-start）設計的電動機，其啟動繞組在啟動後就斷路了，可能是透過安裝在馬達軸上的離心開關，或是透過熱敏電阻，在溫度升高時阻值變大，因此讓啟動繞組的電流小到其磁場可忽略的程度。電容運轉
（capacitor-run）設計的電動機，其第二個定子繞組在運轉時也會動作，因此可以提昇轉矩。電阻啟動（resistance start）會用啟動電阻串聯啟動繞組，以產生電抗。
多極感應電動機在靜止時也可以產生轉矩，通電即可自行起動。而常見的鼠籠式感應電動機啟動方式有直接啟動、降壓電抗器或是自耦變壓器啟動、Y-Δ切換啟動，近來也越來越多的感應電動機是用變頻器（VFD）啟動。
多極感應電動機的轉子銅條可以設計成不同的形狀，對應不同的速度-轉矩特性。轉子銅條內的電流分佈會依感應電流的頻率而不同。在轉子靜止時，轉子電流的頻率和定子電流相同，而且會集中在轉子銅條的最外圍（集膚效應）。不同的轉子銅條除了對應不同的速度-轉矩特性外，也可以調整啟動時的湧浪電流。
多極電動機在其本質上可以自行起動，但其啟動轉矩及最大轉矩的設計值需要夠大，以克服實際負載條件。
若是繞線轉子的感應電動機，轉子電路會透過集電環連到外部電阻，用電阻來調整加速或是速度控制需要的速度-轉矩特性。

## 速度控制

### 電阻
在半導體电力电子学發展之前，很難去改變電氣頻率。當時的感應電動機主要是用在定速的應用。像是電動吊車等應用會用直流電動機驅動，另外一種作法是用有滑環的繞線轉子馬達（WRIM，也稱為滑環電動機），將轉子接到外加的可變電阻來調整速度。不過在繞線轉子馬達低速運作時，電阻的功率損失是一大缺點。尤其是在定速的場合下。現今有許多大型的滑環電動機仍在使用，這些系統稱為滑環能量回收系統（slip energy recovery system），從轉子電路回收能量，整流後，再利用逆變器將電回送到電源。

### 級聯
二個滑環電動機的速度可以用級聯（cascade）接線的方式控速。其作法是將一個電動機的轉子連接到另一個電動機的定子。若這二個電動機的轉子是以機械方式耦合，二個電動機會以半速運轉，早期三相交流火車的火車頭（例如FS Class E.333）曾用此一技術。

### 變頻器

利用變頻器提供不同的馬達頻率，所得的速度-轉矩曲線

變頻器驅動的鼠籠感應電動機已在許多的工業應用中，取代了直流電動機或是繞線轉子感應電動機。若要在不同負載下，控制感應電動機的速度，最常見有效的方式就是用變頻器驅動。以往無法將變頻器導入工業應用的問題在於成本以及可靠度，不過在過去三十年來這些問題都已有顯著改善，估計新安裝的電動機中，會有30%至40%會配合變頻器使用。

## 架構

三相四極异步电动机的繞線方式。

异步电动机的定子繞組可通電，產生通過轉子的磁場。為了讓磁場的分布可以最佳化，繞組會平均分布在定子的槽中。常見的异步电动机有三相及單相的，不過也有二相的异步电动机。理論上异步电动机的相數也可以是其他的正整數，而許多單相電動機會配合啟動電容器以產生和電源有90度相位差的電壓，因此也可以視為是二相電動機。單相电动机需要一些機制來產生啟動需要的旋轉磁場。鼠籠式感應電動機的轉子銅條會設計為和軸不平行的歪斜式，以避免磁鎖效應。
工業界中，標準NEMA及IEC電動機的椢架大小都已標準化，包括軸徑、電動機固定孔，以及電動機法蘭面等。而开启式防滴（open, drip proof、ODP）可以讓空氣進入定子內層繞組進行散熱，因此定子繞組溫度較低，也比較有效率。在相同的功率下，額定轉速越低的電動機可能會對應較大的框號。

## 反向旋轉
异步电动机要調整轉向的方式，會隨三相异步电动机或是單相异步电动机而不同。對於三相异步电动机而言，對調任意二條電動機的接線即可以反轉。
若是單相分相电动机，改變主繞組及啟動電路之間的接線即可反轉。不過有些單相分相电动机是設計給特殊的應用，其主繞組及啟動電路已在內部連接，因此無法改變轉向。單相蔽極电动机有固定的轉向，除非將馬達拆下，將定子反向，不然無法改變轉向。

## 功率因數
異步電動機的功率因數會依負載而變化，在滿載時會到0.85至0.90，在無載時只有0.20，變化原因是定子及轉子的漏感以及磁化電抗。若是異步電動機直接連接市電，或是經變壓器由市電供電。功率因數可以用並聯電容器的方式改善，可能是考慮單一電動機連結電容器，也可能是將許多電動機並聯，再共用功因電容器。因為經濟以及其他因素的考量，電力系統很少會將功因校正到恰好是1的功因。
不過功因電容器有可能會產生諧波電流，需要進行電力系統的分析，以避免功因電容器、變壓器以及電路電抗之間的共振。一般會建議用共用電源的功因修正，以避免共振風險，並且簡化電力系統分析。

## 效率
滿載時电动机的效率約在85%至97%之間，电动机損失大約可以分為以下幾項：
- 摩擦力及風損（英语：windage），5–15%
- 鐵損或鐵心損失，15–25%
- 定子銅損，25–40%
- 轉子銅損，15–25%
- 雜散損失，10–20%.

許多國家的監管機構已開始訂定相關法令，鼓勵製造商使用及生產效率較高的电动机。目前已有法令，強制未來在特定設備中使用超高效率（premium-efficiency）异步电动机，也有一些類似的法令正在規劃中。相關訊息可參考超高效率。

## 斯泰因梅茨等效電路
斯泰因梅茨（Steinmetz）等效電路也稱為T型等效電路，是描述异步电动机的電能輸入如何轉換為機械能輸出的數學工具，是IEEE建議的异步电动机等效電路，可以依此推導許多有關電流、電壓、速度、功因及轉矩之間的關係。等效電路會以單相來表示多相的异步电动机（在穩態平衡負載時可以用單相來近似）。
斯泰因梅茨等效電路可以表示為以下的成份：
- 定子电阻及漏電抗（{\displaystyle R_{s}}, {\displaystyle X_{s}}）。
- 转子電阻、漏電抗及滑差（{\displaystyle R_{r}}, {\displaystyle X_{r}}或{\displaystyle R_{r}^{'}}, {\displaystyle X_{r}^{'}}及{\displaystyle s}）。
- 磁化电抗 ({\displaystyle X_{m}}).

根據阿尔热（Alger）所述，异步电动机可以表示為變壓器，其磁路是被定子繞組和轉子繞組之間的氣隙所隔開。等效電路可以表示為由理想變壓器分隔開的定子電路及轉子電路，也可以將轉子部份轉換到定子側。以下的電路、方程式以及參數皆用後者的表示方式。
| 電路參數定義                             | 電路參數定義                                                                                  | 電路參數定義  |
|                                          |                                                                                               | 單位          |
| ---------------------------------------- | --------------------------------------------------------------------------------------------- | ------------- |
| {\displaystyle f_{s}}                    | 定子同步頻率                                                                                  | Hz            |
| {\displaystyle n_{r}}                    | 转子轉速（每分鐘轉速）                                                                        | rpm           |
| {\displaystyle n_{s}}                    | 同步轉速（每分鐘轉速）                                                                        | rpm           |
| {\displaystyle I_{s}}                    | 定子或一次側電流                                                                              | A             |
| {\displaystyle I_{r}^{'}}                | 轉子或二次側電流，對應一次側的數值                                                            | A             |
| {\displaystyle I_{m}}                    | 磁化電流                                                                                      | A             |
| {\displaystyle j={\sqrt {-1}}}           | 虚数單位或是旋转90°                                                                           |               |
| {\displaystyle K_{TE}}                   | {\displaystyle =X_{m}/(X_{s}+X_{m})}戴维南電抗因數                                            |               |
| {\displaystyle m}                        | 馬達相數                                                                                      |               |
| {\displaystyle p}                        | 馬達極數                                                                                      |               |
| {\displaystyle P_{em}}                   | 电磁功率                                                                                      | W or hp       |
| {\displaystyle P_{gap}}                  | 氣隙功率                                                                                      | W             |
| {\displaystyle P_{r}}                    | 轉子銅損                                                                                      | W             |
| {\displaystyle P_{o}}                    | 輸入功率                                                                                      | W             |
| {\displaystyle P_{h}}                    | 鐵損                                                                                          | W             |
| {\displaystyle P_{f}}                    | 磨擦及風損                                                                                    | W             |
| {\displaystyle P_{rl}}                   | 輕載功率輸入                                                                                  | W             |
| {\displaystyle P_{sl}}                   | 雜散損                                                                                        | W             |
| {\displaystyle R_{s},X_{s}}              | 定子或一次側電阻及漏電抗                                                                      | Ω             |
| {\displaystyle R_{r}^{'},X_{r}^{'}}      | 轉子或二次側電阻及漏電抗，對應一次側的數值                                                    | Ω             |
| {\displaystyle R_{o},X_{o}}              | 電動機輸入的電阻及漏電抗                                                                      | Ω             |
| {\displaystyle R_{TE},X_{TE}}            | 戴维南等效電阻及漏電抗（包括{\displaystyle R_{s},X_{s}}及{\displaystyle X_{m}}）              | Ω             |
| {\displaystyle s}                        | 滑差                                                                                          |               |
| {\displaystyle T_{em}}                   | 电磁轉矩                                                                                      | Nm or ft.-lb. |
| {\displaystyle T_{max}}                  | 崩潰轉矩                                                                                      | Nm or ft.-lb. |
| {\displaystyle V_{s}}                    | 定子相電壓                                                                                    | V             |
| {\displaystyle X_{m}}                    | 激磁电抗                                                                                      | Ω             |
| {\displaystyle X}                        | {\displaystyle X_{s}+X_{r}^{'}}                                                               | Ω             |
| {\displaystyle Z_{s}}                    | 定子或一次側阻抗                                                                              | Ω             |
| {\displaystyle Z_{r}^{'}}                | 轉子或二次側阻抗，對應一次側的數值                                                            | Ω             |
| {\displaystyle Z_{o}}                    | 電動機定子或是一次側輸入阻抗                                                                  | Ω             |
| {\displaystyle Z}                        | 合併轉子（或二次側）以及激磁阻抗                                                              | Ω             |
| {\displaystyle Z_{TE}}                   | 戴维南等效電路阻抗{\displaystyle R_{TE}+X_{TE}}                                               | Ω             |
| {\displaystyle \omega _{r}}              | 轉子角速度                                                                                    | 弧度每秒      |
| {\displaystyle \omega _{s}}              | 同步角速度                                                                                    | rad/s         |
| {\displaystyle Y}                        | {\displaystyle =G-jB={\frac {1}{Z}}={\frac {1}{R+jX}}={\frac {R}{Z^{2}}}-{\frac {jX}{Z^{2}}}} | mho           |
| {\displaystyle \left\vert Z\right\vert } | {\displaystyle {\sqrt {R^{2}+X^{2}}}}                                                         | Ω             |

以下的經驗法則大致有效：

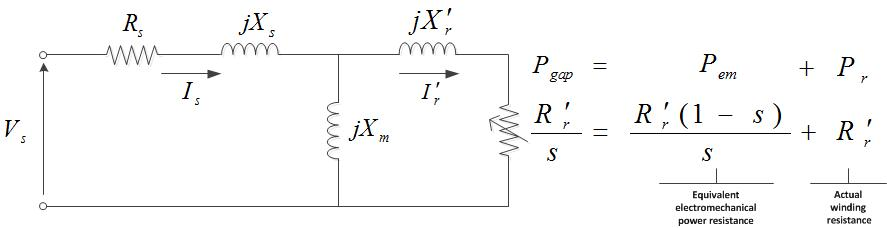
斯泰因梅茨等效電路

- 最大電流發生在轉子鎖死電流（LRC）的負載條件，小於{\displaystyle {V_{s}}/X}，針對Design B型電動機，一般會是額定電流的6至7倍[25]
- 崩潰轉矩{\displaystyle T_{max}}發生在{\displaystyle s\approx {R_{r}^{'}/X}}及 {\displaystyle I_{s}\approx {0.7}LRC}使得{\displaystyle T_{max}\approx {K*V_{s}^{2}}/(2X)}
- 標準B型電動機，定子電抗和轉子電抗的比例為[51]

{\displaystyle {\frac {X_{s}}{X_{r}^{'}}}\approx {\frac {0.4}{0.6}}}.
- 若不考慮定子電阻，异步电动机的轉矩曲線會簡化為Kloss方程[52]

{\displaystyle T_{em}\approx {\frac {2T_{max}}{{\frac {s}{s_{max}}}+{\frac {s_{max}}{s}}}}}，其中 {\displaystyle s_{max}}是{\displaystyle T_{max}}時的滑差。
| {\displaystyle \omega _{s}={\frac {2{\pi }n_{s}}{60}}={\frac {4{\pi }f_{s}}{p}}} 电动机輸入等效阻抗 {\displaystyle Z_{m}=R_{s}+jX_{s}+{\frac {({\frac {R_{r}^{'}}{s}}+jX_{r}^{'})(jX_{m})}{{\frac {R_{r}^{'}}{s}}+j(X_{r}^{'}+X_{m})}}} 定子電流 {\displaystyle I_{s}=V_{s}/Z_{m}=V_{s}/(R_{s}+jX_{s}+{\frac {({\frac {R_{r}^{'}}{s}}+jX_{r}^{'})(jX_{m})}{{\frac {R_{r}^{'}}{s}}+j(X_{r}^{'}+X_{m})}})} 轉子電流，對應一次側的數值 {\displaystyle I_{r}^{'}={\frac {jX_{m}}{{\frac {R_{r}^{'}}{s}}+j(X_{r}^{'}+X_{m})}}I_{s}} |

| 根據斯泰因梅茨等效電路，可得 {\displaystyle {\frac {R_{r}^{'}}{s}}={\frac {R_{r}^{'}(1-s)}{s}}+R_{r}^{'}} 氣隙功率等於電機功率加上轉子銅損 {\displaystyle P_{gap}=P_{em}+P_{r}} {\displaystyle P_{r}=3R_{r}^{'}I_{r}^{'2}} {\displaystyle P_{gap}={\frac {3R_{r}^{'}I_{r}^{'2}}{s}}} {\displaystyle P_{em}={\frac {3R_{r}^{'}I_{r}^{'2}(1-s)}{s}}} {\displaystyle P_{em}=P_{gap}(1-s)} 用轉子角速度表示電機功率輸出 {\displaystyle P_{em}={\frac {3R_{r}^{'}I_{r}^{'2}n_{r}}{sn_{s}}}} (watts) {\displaystyle P_{em}={\frac {3R_{r}^{'}I_{r}^{'2}n_{r}}{746sn_{s}}}} (hp) 將 {\displaystyle T_{em}} 用 ft.-lb表示： {\displaystyle P_{em}={\frac {T_{em}n_{r}}{5252}}} (hp) |

| {\displaystyle T_{em}={\frac {P_{em}}{\omega _{r}}}={\frac {\frac {P_{r}}{s}}{\omega _{s}}}={\frac {3I_{r}^{'2}R_{r}^{'}}{\omega _{s}s}}} (newton-meters) 為了將{\displaystyle T_{em}}用{\displaystyle s}來表示，IEEE建議{\displaystyle R_{s},X_{s}}及{\displaystyle X_{m}} 需轉換為戴维南等效電路 其中 {\displaystyle V_{TE}={\frac {X_{m}}{\sqrt {R_{s}^{2}+(X_{s}+X_{m})^{2}}}}V_{s}} {\displaystyle Z_{TE}=R_{TE}+jX_{TE}={\frac {jX_{m}(R_{s}+jX_{s})}{R_{s}+j(X_{s}+X_{m})}}} 因為{\displaystyle R_{s}^{2}\gg {(X_{s}+X_{m})^{2}}}及{\displaystyle X_{s}\ll {X_{m}}}，令 {\displaystyle K_{TE}={\frac {X_{m}}{X_{s}+X_{m}}}} {\displaystyle V_{TE}\approx {Z_{TE}V_{s}}} and {\displaystyle Z_{TE}\approx {K_{TE}^{2}R_{s}+jX_{s}}} {\displaystyle T_{em}={\frac {3V_{TE}^{2}}{(R_{TE}+{\frac {R_{r}^{'}}{s}})^{2}+(X_{TE}+X_{r}^{'})^{2}}}.{\frac {R_{r}^{'}}{s}}.{\frac {1}{\omega _{s}}}(N.m)} 針對滑差較低時： Since {\displaystyle R_{TE}+R_{r}^{'}\gg {R_{TE}+X_{r}^{'}}} and {\displaystyle R_{r}^{'}\gg {R_{TE}}} {\displaystyle T_{em}\approx {\frac {1}{\omega _{s}}}.{\frac {3V_{TE}^{2}}{R_{r}^{'}}}.s} (N.m) 針對滑差較高時： Since {\displaystyle R_{TE}+R_{r}^{'}\ll {R_{TE}+X_{r}^{'}}} {\displaystyle T_{em}\approx {\frac {1}{\omega _{s}}}.{\frac {3V_{TE}^{2}}{(X_{s}+X_{r}^{'})^{2}}}.{\frac {R_{r}^{'2}}{s}}} (N.m) 最大轉矩或是崩潰轉矩和轉子電阻無關 {\displaystyle T_{max}={\frac {1}{2\omega _{s}}}.{\frac {3V_{TE}^{2}}{R_{TE}+{\sqrt {R_{TE}^{2}+(X_{TE}+X_{r}^{'})^{2}}}}}} (N.m) 最大轉矩或是崩潰轉矩的滑差為 {\displaystyle s_{T_{max}}}{\displaystyle ={\frac {R_{r}^{'}}{\sqrt {R_{TE}^{2}+(X_{TE}+X_{r}^{'})^{2}}}}} 若用foot-pound的單位 {\displaystyle T_{em}={\frac {21.21I_{r}^{'2}R_{r}^{'}}{n_{r}s}}} (ft-lb) {\displaystyle T_{em}={\frac {7.04P_{gap}}{n_{s}}}} (ft-lb) |

## 線性感應電動機
線性感應電動機的動作原理和旋轉型的三相异步电动机相同，用來產生推力，進行直線運動。應用包括磁悬浮、線性推進、線性致動器及液體金屬泵浦。

## 相关链接
- 鼠笼式电动机
- 繞線轉子馬達

## 腳註
1. ↑  鼠笼（Squirrel cage）是指其轉子外型類似飼養倉鼠時，供倉鼠運動的倉鼠輪
2. ↑  鼠笼式感應电动机不會有像通用電動機、直流電動機、同步電動機一樣，將能量從定子轉換到轉子的集電環、換向器、自激電路或他激電路
3. ↑  绕线式感應电动机的轉子透過集電環連接電阻，但也不會連接到定子
4. ↑  NEMA MG-1定義 a) 崩潰轉矩（Breakdown torque）是電動機在額定頻率額定電壓下，沒有速度突然變化的情形下可產生的最大轉矩 b) 堵轉轉矩（locked-rotor torque）是電動機靜止，在額定頻率額定電壓的最小轉矩 c) 啟動轉矩（pull-up torque）是電動機從靜止到出現崩潰轉矩的過程中，所產生的最小轉矩

## 外部連結
- An induction motor drawing （页面存档备份，存于）
- Rotating magnetic fields （页面存档备份，存于）: interactive, （意大利文）
- Induction motor topics from Hyperphysics website hosted by C.R. Nave, GSU Physics and Astronomy Dept.
- Torques in Electrical Induction Motors （页面存档备份，存于） on Engineering ToolBox